# Caseville
Caseville es una villa ubicada en el condado de Huron en el estado estadounidense de Míchigan. En el Censo de 2010 tenía una población de 777 habitantes y una densidad poblacional de 264,55 personas por km².

## Geografía
Caseville se encuentra ubicada en las coordenadas 43°56′30″N 83°16′31″O / 43.94167, -83.27528. Según la Oficina del Censo de los Estados Unidos, Caseville tiene una superficie total de 2.94 km², de la cual 2.86 km² corresponden a tierra firme y (2.65%) 0.08 km² es agua.

## Demografía
Según el censo de 2010, había 777 personas residiendo en Caseville. La densidad de población era de 264,55 hab./km². De los 777 habitantes, Caseville estaba compuesto por el 97.81% blancos, el 0.39% eran afroamericanos, el 0.13% eran amerindios, el 0.13% eran asiáticos, el 0% eran isleños del Pacífico, el 0.13% eran de otras razas y el 1.42% pertenecían a dos o más razas. Del total de la población el 0.9% eran hispanos o latinos de cualquier raza.